# Ekila Liyonda
Adrienne Ekila Liyonda (Leopoldville, 16 de octubre de 1948-Bruselas, 23 de junio de 2006) fue una política y diplomática zaireña, quien sirvió como Embajadora en Bélgica, Ministra de Información y la primera mujer Ministra de Relaciones Exteriores del país.

## Biografía

### Temprana edad y educación
Liyonda nació el 16 de octubre de 1948 en Leopoldville (Actual Kinsasa). Asistió a la escuela secundaria en el Lycée Sainte Marie-Theerèse, antes de graduarse de la Universidad Católica de Lovaina con una licenciatura en Derecho en 1974.

### Carrera profesional
Liyonda trabajó primero como Asesora Legal de la Agencia Nacional de Prensa de Zaire desde 1974 hasta 1976, para después pasar a ser integrante de la Junta Directiva de la empresa minera estatal, Gécamines, y de la Comisión de Reforma de la Ley de Zaire. En 1976 fue designada como Asesora Legal del Presidente Mobutu Sese Seko. Fue nombrada Secretaria General del Partido único de Zaire, el Movimiento Popular de la Revolución en 1981. En 1985, fue nombrada Secretaria General a cargo de Asuntos de la Mujer y Comisionada de Estado para Asuntos de la Mujer y Asuntos Sociales.
Liyonda fue nombrada Embajadora en Bélgica, Países Bajos y Luxemburgo en 1985. Regresó a Zaire en 1987 y entró al Gabinete como Ministra de Relaciones Exteriores, convirtiéndose en la primera mujer Ministra de Relaciones Exteriores del país. En este cargo, fue signataria de la Carta Africana de Derechos Humanos y de los Pueblos. En 1988 se convirtió en Ministra de Información y Prensa hasta 1990.
Durante el creciente conflicto de la década de 1990, Liyonda se convirtió en miembro de la Unión de Demócratas e Independientes y fue presidenta federal del partido en Kinsasa. Tras la llegada al poder de Laurent-Désiré Kabila y la AFDL en mayo de 1997, regresó a vivir a Bélgica.
Liyonda murió en Bruselas el 23 de junio de 2006. Fue enterrada en el cementerio de La Gombe.